# Induktives Löten
Das Induktive Löten ist eine Sonderform der Verbindungstechnik. Dabei wird der elektromagnetische Induktionseffekt zur Wärmeerzeugung genutzt, um ein Material aufzuschmelzen, welches beim Wiedererkalten mehrere Werkstücke verbindet.

## Physikalisches Grundprinzip
Es wird ein im Wechselstromkreis befindlicher Induktor, den man sich vereinfacht als Spule vorstellen kann, so angebracht, dass er die Bauteile umschließt. Der Induktor soll durch eine geschickte Formgebung gezielt nur eine Lötstelle erhitzen. Der sich zeitlich verändernde elektrische Stromfluss durch den Induktor erzeugt in der Spule des Induktors ein sich zeitlich änderndes Magnetfeld, das primär eine Spannung in das Bauteil induziert. Diese wiederum erzeugt durch einen elektrischen Wirbelstrom in den elektrisch leitenden Bauteilen die zum Löten notwendige Wärme.

## Einsatz beim Löten von Metallen
Induktives Löten wird hauptsächlich dort eingesetzt, wo die Zugänglichkeit schlecht und eine hohe Reproduzierbarkeit gefordert ist. Induktives Löten ist leicht zu automatisieren und wird dementsprechend oft für die Serienfertigung verwendet.
Das Induktionslöten von Hartmetallen wird in der Produktion von Zerspanungswerkzeugen eingesetzt. Die induktive Erwärmung zum Auflöten von Hartmetallen und Materialien wie polykristalliner Diamant (PKD) oder polykristallines kubisches Bornitrid (PCBN) hat den Vorteil, dass der tragende Grundkörper allseits gleichmäßig erwärmt wird. Dadurch entstehen keine mechanischen Spannungen zwischen den zu verbindenden Elementen, wodurch die Gefahr von Rissbildungen reduziert wird. Dies stellt eine deutliche Qualitätsverbesserung der Lötstelle dar.

## Verwendung im Bereich der Elektronikproduktion
Zum Löten von elektrischen Baugruppen ist dieses Verfahren meist nicht oder nur bedingt tauglich. Durch das magnetische Wechselfeld werden auf der Baugruppe elektrische Spannungen induziert. In ungünstigen Fällen können diese Spannungen so groß sein, dass hierdurch elektronische Bauelemente beschädigt werden können. Für Schaltungen der Mikroelektronik ist es daher generell nicht verwendbar.